# 지질 조사

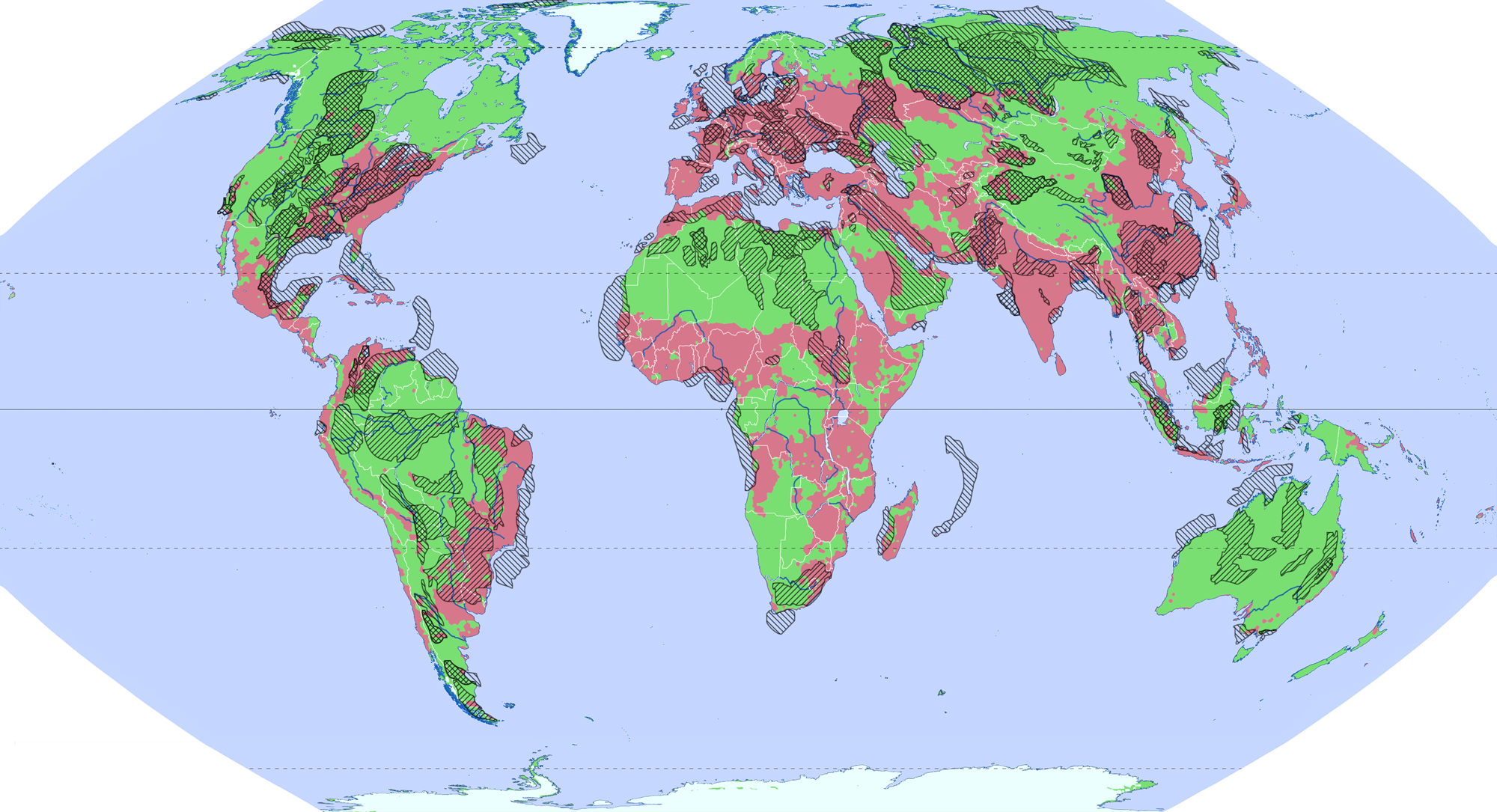

지질 조사(地質調査)는 지질도나 모형을 만들 목적으로 수행되는, 땅 아래의 지질에 대한 체계적 조사이다. 지질 조사는 전통적인 도보 조사, 노두와 지형 연구에서부터 핸드 오거링이나 기계 구동 시추공 등의 침입 방식, 더 나아가 항공사진, 위성 사진 등 원격탐사 방식이나 지구물리적 기법을 사용하는 일 등의 기법들을 적용한다.

## 탐광에서의 지질 조사
탐광 분야에서 지질조사는 탐광하려고 하는 지역의 지표에 나타나 있는 암석의 종류나 구조·단층의 상태 등을 자세히 조사하는 작업이다. 이 조사에 의하여 암석의 종류·분포·지질구조 등을 알고 광상을 능률적으로 발견하기 위해서는 지역에 대해 어떤 탐광법을 적용하면 좋을지를 결정하는 경우가 있다.
자세한 지질 조사일 경우에는 광상이나 암석의 노두를 하나 하나 면밀히 조사해서 상세한 지질도를 작성해 간다. 최근엔 광범한 지질 구조의 조사에 있어 항공사진이 많이 쓰인다. 이런 사진으로는 단층이나 지층의 습곡의 상태를 알 수 있게도 한다.
지질조사란 마치 진찰에 비할 수 있다. 즉 광상 구역이라는 환자의 얼굴빛이나 피부를 관찰하여, 그 구역의 상태를 알기 위한 작업에 해당한다.

## 같이 보기
- 탐광
- 조사